# Brigadeiro
El brigadeiro és un plat dolç típic de la gastronomia brasilera, creat a la dècada de 1940 a Rio de Janeiro. De tacte tou, és fet a base de llet condensada, xocolata i mantega sense sal, amb recobriment de fideus de xocolata. Juntament amb el cajuzinho i el beijinho és comú a tot el país i és present a pràcticament totes les festes d'aniversari, on és menja després del pastís.

## Història
La història sobre l'origen del nom és controvertida. Una versió diu que el dolç fou inventat a Brasil, tot just acabada la Segona Guerra Mundial (1939-1945). En aquell temps, era molt difícil aconseguir llet fresca i sucre per fer receptes de dolços, així que van començar a proliferar aquests dolços a base de llet condensada i xocolata.
Una altra història explica que el dolç va ser un homenatge al brigadier liberal Eduardo Gomes. A les eleccions de 1945, Gomes va ser candidat a la presidència de la República del Brasil, amb un eslògan ben curiós: “Voti pel brigadier que és bonic i solter.” El candidat va conquistar a un grup d'admiradores de Rio de Janeiro, liderades per Heloisa Nabuco d'Oliveira, que organitzava festes per promoure la seva candidatura. El dolç va ser creat durant la primera campanya del candidat a la presidència, per la conservadora Unió Democràtica Nacional, després de Getulio Vargas. La recepta original era a base de llet, ous, mantega, sucre i xocolata, i es diu que va agradar tant que van començar a ser fetes per recollir fons per a les campanyes.
Amb el temps, el brigadeiro es va millorar i aparegueren altres receptes a partir de l'original, com ara el beijinho, el casadinho i el cajuzinho.
A l'estat brasiler de Rio Grande do Sul el brigadeiro s'anomena negrinho, i a fora del Brasil és conegut també com a “trufa brasilera”.

## Cultura
El brigadeiro és part de la cultura brasilera i és una icona nacional, i és generalment preparat a les llars del país.
És present en innombrables ocasions: des de festes per a infants fins a les festes més luxoses, sent el lloc més popular on se solen trobar les festes d'aniversari. També és usual consumir-lo en reunions d'amics i esdeveniments socials. Aquestes pràctiques li atorguen una connotació sentimental important al Brasil.
Tot i que seva forma més coneguda és en boletes recobertes per fideus de xocolata servides dins de motlles petits de paper, també es pot consumir directament la massa sense donar-li forma. En aquest cas se'l sol anomenar brigadeiro de cullera. A les botigues especialitzades s'hi sol trobar amb presentacions més elaborades i preparat amb ingredients d'alta qualitat, fet que el dota de la categoria de dolç gourmet.